# Завой (община Охрид)
Вижте пояснителната страница за други значения на Завой.
Завой (на македонска литературна норма: Завој) е село в община Охрид, Северна Македония.

## География
Селото е разположено на 20 километра североизточно от Охрид в северните склонове на планината Петрино, на 1 километър южно от пътя Охрид – Ресен.

## История
В „Етнография на вилаетите Адрианопол, Монастир и Салоника“, издадена в Константинопол в 1878 година и отразяваща статистиката на населението от 1873 година Завой (Zavoï) е посочено като село с 60 домакинства със 170 жители българи.
Според статистиката на Васил Кънчов („Македония. Етнография и статистика“) от 1900 година Завой е населявано от 280 жители, всички българи християни.
На Етнографската карта на Битолския вилает на Картографския институт в София от 1901 година Завой е чисто българско село в Охридската каза на Битолския санджак с 34 къщи.
В началото на XX век цялото население на селото е под върховенството на Българската екзархия. По данни на секретаря на екзархията Димитър Мишев („La Macédoine et sa Population Chrétienne“) в 1905 година в Завой има 280 българи екзархисти.
При избухването на Балканската война в 1912 година един човек от Завой е доброволец в Македоно-одринското опълчение.
Според преброяването от 2002 година селото има 12 жители северномакедонци.
| Националност     | Всичко |
| северномакедонци | 12     |
| албанци          | 0      |
| турци            | 0      |
| роми             | 0      |
| власи            | 0      |
| сърби            | 0      |
| бошняци          | 0      |
| други            | 0      |

Църквата „Рождество Богородично“ е изградена в 1934 година. Изписана е през 70-те години на ХХ век от зографа Йонче Симонче. Църквата „Света Богородица“ в старото село е изградена и осветена в 2006 година от митрополит Тимотей Дебърско-Кичевски.

## Личности
Родени в Завой
- Анастас Митрев (1884 – 1952), български учител и политик, по-късно македонист и историк
- Серафим Ангелов, македоно-одрински опълченец, 38 (40)-годишен, Нестроева и 3 рота на 6 охридска дружина[8]